# Rafik Abdessamad
Rafik Abdessamad, né le 8 avril 1982 à Khouribga est un footballeur international marocain qui évolue au poste d'attaquant à l'Ittihad de Tanger.

## Biographie
Il a commencé sa carrière de footballeur avec l'équipe de l'Olympique de Khouribga.
En 2006 il a signé pour le WAC en juin 2009 Rafik[Qui ?] a été convoqué pour jouer avec l'équipe nationale du Maroc sous la houlette de Roger Lemerre. Son premier match sous les couleurs du Maroc a été contre le Cameroun le 7 juin 2009.
| Matches internationaux de Rafik Abdessamad | Matches internationaux de Rafik Abdessamad | Matches internationaux de Rafik Abdessamad                   | Matches internationaux de Rafik Abdessamad | Matches internationaux de Rafik Abdessamad | Matches internationaux de Rafik Abdessamad | Matches internationaux de Rafik Abdessamad | Matches internationaux de Rafik Abdessamad |
| 0                                          | Date                                       | Lieu                                                         | Adversaire                                 | Score                                      | Résultats                                  | Compétitions                               |                                            |
| ------------------------------------------ | ------------------------------------------ | ------------------------------------------------------------ | ------------------------------------------ | ------------------------------------------ | ------------------------------------------ | ------------------------------------------ | ------------------------------------------ |
| 1                                          | 7 juin 2009                                | Stade Ahmadou-Ahidjo, Yaoundé, Cameroun                      | Cameroun                                   | —                                          | 0-0                                        | Éliminatoires Coupe du monde 2010          |                                            |
| 2                                          | 20 juin 2009                               | Complexe sportif Moulay-Abdallah, Rabat, Maroc               | Togo                                       | —                                          | 0-0                                        | Éliminatoires Coupe du monde 2010          |                                            |
| 3                                          | 23 juin 2012                               | Stade du Prince Abdullah Al-Faisal, Djeddah, Arabie saoudite | Bahreïn                                    | —                                          | 4-0                                        | Coupe arabe 2012                           |                                            |
| 4                                          | 26 juin 2012                               | Stade du Prince Abdullah Al-Faisal, Djeddah, Arabie saoudite | Libye                                      | —                                          | 0-0                                        | Coupe arabe 2012                           |                                            |
| 5                                          | 6 juillet 2012                             | Stade du Prince Abdullah Al-Faisal, Djeddah, Arabie saoudite | Libye                                      | —                                          | 1-1, 1-3tab                                | Coupe arabe 2012                           |                                            |

## Carrière
- 2005-2006 :  Olympique de Khouribga
- 2006-2009 :  Wydad Casablanca
- 2009-2010 :  Al Wahda La Mecque
- 2010-2012 :  Difaâ El Jadida
- 2012-2014 :  Olympique de Safi
- 2014-2015 :  MA Tétouan
- 2015-2016 :  Ittihad Tanger[1]
- 2016-2017 :  HUS Agadir

## Palmarès
Wydad de Casablanca
- Ligue des Champions arabes
  - Finaliste en 2008 et 2009

 Maroc
- Coupe arabe des nations de football
  - Vainqueur en 2012